# Parc Nacional de Big Bend
El Parc Nacional de Big Bend (Big Bend National Park) s'anomena així per la corba del Rio Grande que es troba a la frontera entre Mèxic i Texas (Estats Units). Aquest parc nacional dels Estats Units gestionat per Servei de Parcs Nacionals inclou una part important del Desert de Chihuahua a Texas. Hi ha una àmplia varietat de fòssils del Cretaci i el Terciari, així com artefactes culturals dels nadius americans dins dels seus límits.